# John Ene Okon
John Ene Okon (15 marzo 1969 – Calabar, 15 marzo 2016) è stato un calciatore nigeriano, di ruolo centrocampista.

## Carriera
Ha partecipato alla coppa d'Africa nel 1992 conclusa al 3º posto.